# 楽しいね
『楽しいね』（たのしいね）は、神聖かまってちゃんの5枚目のオリジナルアルバム。2012年11月14日にワーナーミュージック・ジャパンから発売された。

## 収録曲
| 全作詞・作曲: の子、全編曲: 神聖かまってちゃん。 |                                                                                             |       |            |      |
| #                                                | タイトル                                                                                    | 作詞  | 作曲・編曲 | 時間 |
| 1.                                               | 「知恵ちゃんの聖書」                                                                        | の子  | の子       | 4:05 |
| 2.                                               | 「仲間を探したい」(発売に先行し、この曲のPVがYouTubeのワーナー公式アカウントで公開された。) | の子  | の子       | 5:30 |
| 3.                                               | 「友達なんていらない死ね」                                                                  | の子  | の子       | 4:37 |
| 4.                                               | 「コンクリートの向こう側へ」                                                                | の子  | の子       | 3:18 |
| 5.                                               | 「ベルセウスの空」                                                                          | の子  | の子       | 3:17 |
| 6.                                               | 「雨宮せつな」                                                                              | の子  | の子       | 3:11 |
| 7.                                               | 「2年」                                                                                     | の子  | の子       | 4:45 |
| 8.                                               | 「らん!」                                                                                   | の子  | の子       | 5:09 |
| 9.                                               | 「鳥みたいにあるいてこっ」                                                                  | の子  | の子       | 5:02 |
| 10.                                              | 「花ちゃんはリスかっ!」                                                                     | の子  | の子       | 4:49 |
| 11.                                              | 「まぬけ」(隠しトラック)                                                                    | の子  | の子       |      |
| 合計時間:                                        | 合計時間:                                                                                   | 43:43 |            |      |